# Riatelo
Riatelo es una aldea situada en la parroquia de Lousame en el municipio de Lousame, provincia de La Coruña, Galicia, España. 
En 2021 tenía una población de 3 habitantes (2 hombres y 1 mujeres). Está situada a 171 metros sobre el nivel del mar a 6,7 km de la cabecera municipal. Las localidades más cercanas son Chave, Ces y Boca do Souto.